# Huerta de Murcie
La Huerta de Murcie (espagnol : Huerta de Murcia) est une comarque de la région de Murcie, en Espagne. Cette région naturelle comprend les terres irriguées par le Segura et ses différents canaux, depuis le barrage appelé Contraparada jusqu'à la frontière de la région de Murcie avec la Communauté valencienne. La ville principale est Murcie.

## Population
Données actualisées en 2020.
| Municipalité | Nb. d'habitants | Superficie | Densité |
| ------------ | --------------- | ---------- | ------- |
| Murcie       | 459 403         | 881,86     | 520,95  |
| Alcantarilla | 42 345          | 16,24      | 2607,45 |
| Santomera    | 16 270          | 44,2       | 368,10  |
| Beniel       | 11 465          | 10         | 1146,5  |

## Délimitation

### Région naturelle

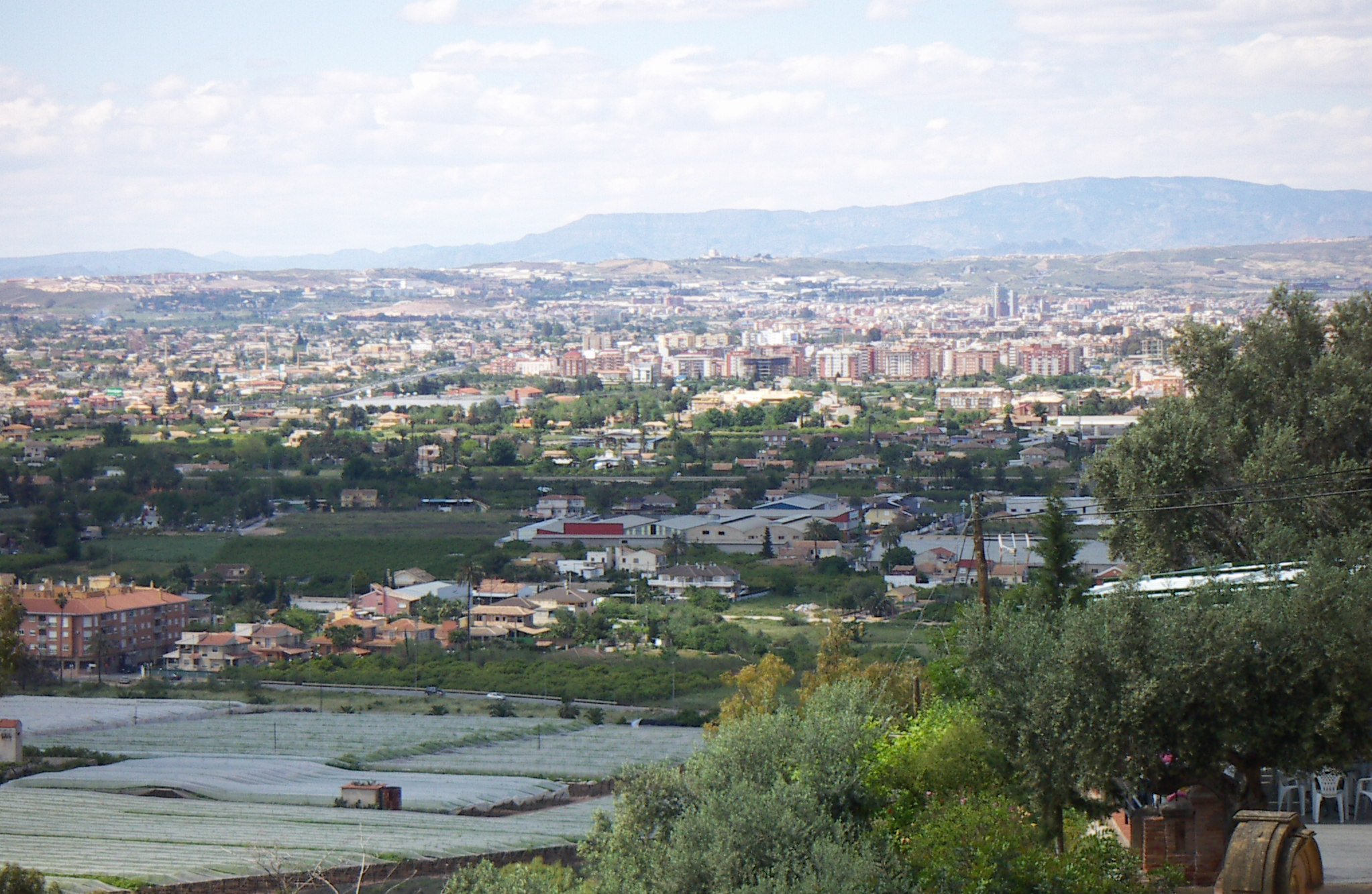
La plaine du Segura depuis la chaîne de montagnes méridionale, avec la ville de Murcie en arrière-plan.

La huerta de Murcie est délimitée au nord et au sud par deux chaînes de montagnes parallèles à la plaine fluviale du Segura et de son affluent, le Guadalentín, connu dans la région sous le nom de Reguerón. La plus proche de la mer est la chaîne de montagnes précôtière qui sépare la Huerta de Murcia du Campo de Cartagena et qui est composée de la chaîne de montagnes de Carrascoy et de son prolongement dans les chaînes de montagnes de Puerto de la Cadena, Cresta del Gallo, Miravete, Columbares et Altaona. 
L'alignement nord fait partie de ce qui est appelée la bordure intérieure de la dépression pré-côtière et est formé par des hauteurs beaucoup plus modestes et isolées, ne dépassant pas 200 m d'altitude ; il s'agit des cabezos de Guadalupe, Espinardo, El Puntal, Cabezo de Torres, Monteagudo et Esparragal, qui se prolongent dans la province d'Alicante par les montagnes d'Orihuela et de Callosa de Segura.